# Міланська Трієнале
Міланська Трієнале — виставка світового дизайну та мистецтва яка відбувається що три роки у Мілані в будівлі музею Трієнале. З 1923 по 1930 рік була відома як Міжнародна виставка декоративного мистецтва (італ. Il mostra internazionale delle arte decorative). Станом на 2022 рік відбулося двадцять дві виставки. З липня по грудень 2022 року відбувається XXIII Трієнале, що має назву «Unknown Unknowns. An Introduction to Mysteries».

## Історія
Перші чотири виставки мали назву Міжнародна виставка декоративного мистецтва та проводилися у Монці, передмісті Мілану. Павільйони були розташовані у Королівському палаці та у дотичному до нього саді. З 1933 році виставку було перенесено у Мілан до Palazzo dell'arte, на території парку Семпіоне, в якому вона проходить і дотепер.

### Роки проведення
I — травень — жовтень 1923  (Villa reale di Monza)  
II — травень — жовтень 1925  (Villa reale di Monza)
II — травень — жовтень 1927 (Villa reale di Monza)
IV — квітень — жовтень 1930 (Villa reale di Monza)
V — травень — вересень 1933
VI — травень — жовтень 1936
VI — квітень — червень 1940
VIII — 1947
IX — травень — вересень 1951
X — 28 серпня — 15 листопада 1954
XI — 27 липня — 4 листопада 1957
XII — 16 липня — 4 листопада 1960
XIII — 12 червня — 27 вересня 1964
XIV — 30 травня — 28 липня 1968
XV — 20 вересня — 20 листопада 1973
XVI — 1979/1982
XVII — 21 вересня — 18 грудня 1988
XVIII — 6 лютого — 3 травня 1992
XIX — 28 лютого — 10 травня 1996
XX — 2001/2004
XXI — 2 квітня — 19 вересня 2016
XXII — березень — вересень 2019
XXIII — 15 липня — 11 грудня 2022

## Український павільйон
Незважаючи на повномасштабне вторгнення Росії, у 2022 році Україна вперше представила свій павільйон Planeta Ukrain. Кураторами експозиції стали письменник Джанлуїджі Рікуператі, акторка Лідія Ліберман і піаністка Анастасія Стовбир. На виставці представлені роботи Бориса Михайлова, Микити Кадана, Саші Анісімової та Євгенії Белорусець.